# Porco (zodíaco)

O Porco ou Javali.

O Porco  ( 亥 ) ou Javali é um dos animais do ciclo de 12 anos que aparece no Zodíaco da Astrologia chinesa e no Calendário chinês.
- Zang-Fu: San Jiao (Wai Guan abre Yang Wei Mai)
- Anatomia: Triplo Aquecedor
- Elemento natural e fixo: Água
- Canal 5 Shen: Shen Yin / Yang
- Nível Energético: Shao Yang Mão
- Deus Grego: Hermes (Gato)
- Ligação: Rato

## Atributos
São corajosos, independentes, temperamentais, não gostam de compromissos, solitários e têm poucos amigos, que conservarão por toda a vida. Possuem grande força interior e resistência. Nos negócios, são os finalizadores que dão os toques finais a um projeto, e neste aspecto, podem se tornar extremamente bem sucedidos financeiramente. Por outro lado, são ingênuos e crédulos, tornando-se presa fácil de vigaristas. O porco está sempre cercado por uma aura de mistério. Naturalmente, exerce domínio sobre as outras pessoas, embora pouco fale e muito observe. Sua natureza desconfiada e arredia esconde emoções fortes. Profissões que envolvem proteção, como enfermagem ou aconselhamento. Senão, a preocupação genuína do porco pelos outros se tornará evidente através de trabalho voluntário e uma boa vizinhança. Além disso personifica a paciência, é franco honesto, verdadeiro, leal e amoroso, embora as vezes preguiçoso.

## Nascidos sob o signo de Porco[1]
Lembre-se de que esta é a data do Hemisfério Norte, pois há uma diferença entre os 2 Hemisférios citada na página Feng Shui
| Data de nascimento | Data de nascimento | Signo e Elemento |
| Início             | Fim                | Signo e Elemento |
| ------------------ | ------------------ | ---------------- |
| 04/02/1935         | 23/01/1936         | Porco de Madeira |
| 22/01/1947         | 09/02/1948         | Porco de Fogo    |
| 08/02/1959         | 27/01/1960         | Porco de Terra   |
| 27/01/1971         | 14/02/1972         | Porco de Metal   |
| 13/02/1983         | 01/02/1984         | Porco de Água    |
| 31/01/1995         | 18/02/1996         | Porco de Madeira |
| 18/02/2007         | 06/02/2008         | Porco de Fogo    |
| 05/02/2019         | 24/01/2020         | Porco de Terra   |

## Tipos de Porco
- Metal: ambiciosos, calmos, materialistas, sociáveis, utilizarão quaisquer meios para atingir seus objetivos. Se for menos agressivo, terá mais amigos.
- Madeira: temperamentais, esforçados, possuem mundos próprios e usam seus relacionamentos com os amigos para obterem sucesso.
- Água: amáveis, pacifistas, ambiciosos, esforçados, ajudam os outros e têm muitos amigos. Água é o elemento fixo e natural do Porco/Javali.
- Fogo: temperamento difícil, aventureiros, esforçados, têm dificuldade em aceitar críticas e se utilizarão de quaisquer meios para atingirem seus objetivos.
- Terra: caseiros, esforçados, materialistas e realistas.